# Rio Tambaú
Rio Tambaú är ett vattendrag i Brasilien.   Det ligger i delstaten São Paulo, i den sydöstra delen av landet, 600 km söder om huvudstaden Brasília.
Omgivningen kring Rio Tambaú är en mosaik av jordbruksmark och naturlig växtlighet. Området är ganska glesbefolkat, med 38 invånare per kvadratkilometer.